# Open Rionegro 2023
L'Open Rionegro 2023, noto anche come Jumbo Open Rionegro, è stato un torneo maschile di tennis giocato sulla terra rossa. È stata la 1ª edizione del torneo, facente parte della categoria Challenger 50 nell'ambito dell'ATP Challenger Tour 2023. Si è giocato al Club Campestre en Llanogrande di Rionegro, in Colombia, dal 26 giugno al 1º luglio 2023.

## Partecipanti singolare

### Teste di serie
| Nazionalità | Giocatore                     | Ranking* | Testa di serie |
| ----------- | ----------------------------- | -------- | -------------- |
| Colombia    | Nicolás Mejía                 | 248      | 1              |
| Argentina   | Santiago Fa Rodríguez Taverna | 253      | 2              |
| Argentina   | Federico Delbonis             | 266      | 3              |
| Brasile     | João Lucas Reis da Silva      | 2273     | 4              |
| Argentina   | Guido Andreozzi               | 286      | 5              |
| Croazia     | Nino Serdarušić               | 293      | 6              |
| Stati Uniti | Patrick Kypson                | 2328     | 7              |
| Australia   | Tristan Schoolkate            | 331      | 8              |

* Ranking al 19 giugno 2023.

### Altri partecipanti
I seguenti giocatori hanno ricevuto una wild card per il tabellone principale:
- Nicolás Mejía
- Johan Alexander Rodríguez
- Felipe Santamaría

I seguenti giocatori sono entrati in tabellone come ranking protetto:
- Pedro Sakamoto
- Rubin Statham

I seguenti giocatori sono passati dalle qualificazioni:
- Juan Sebastián Gómez
- Aidan Mayo
- Tristan McCormick
- Calum Puttergill
- Matías Soto
- Nicolas Zanellato

## Partecipanti doppio

### Teste di serie
| Nazionalità | Giocatore        | Ranking* | Nazionalità   | Giocatore        | Ranking* | Testa di serie |
| ----------- | ---------------- | -------- | ------------- | ---------------- | -------- | -------------- |
| Brasile     | Orlando Luz      | 181      | Ucraina       | Oleg Prihodko    | 138      | 1              |
| Zimbabwe    | Benjamin Lock    | 187      | Nuova Zelanda | Rubin Statham    | 185      | 2              |
| Australia   | Calum Puttergill | 198      | Canada        | Kelsey Stevenson | 215      | 3              |
| Stati Uniti | Evan King        | 101      | Stati Uniti   | Vasil Kirkov     | 444      | 4              |

* Ranking al 19 giugno 2023.

### Altri partecipanti
Le seguenti coppie hanno ricevuto una wild card per il tabellone principale:
- Alejandro Hoyos /  Miguel Tobon
- Felipe Santamaría /  Andrés Urrea

## Punti e montepremi
| Torneo    | Torneo              | V     | F     | SF    | QF    | 2T  | 1T  | Q | Q2  | Q1  |
| Singolare | Punti               | 50    | 30    | 17    | 9     | 4   | 0   | 3 | 1   | 0   |
| Singolare | Premi in denaro ($) | 5,500 | 3,260 | 1,900 | 1,120 | 660 | 395 | – | 215 | 125 |
| Doppio    | Punti               | 50    | 30    | 17    | 9     | –   | 0   | – | –   | –   |
| Doppio    | Premi in denaro ($) | 2,130 | 1,250 | 745   | 435   | –   | 245 | – | –   | –   |

## Campioni

### Singolare
Patrick Kypson ha sconfitto in finale  Benjamin Lock con il punteggio di 6–3, 6–3.

### Doppio
Juan Sebastián Gómez /  Andrés Urrea hanno sconfitto in finale  Orlando Luz /  Oleg Prihodko con il punteggio di 6–3, 7–6(10).